# Sandro Sangiorgi
Sandro Sangiorgi (Friburgo, 31 ottobre 1962) è un giornalista, scrittore ed enogastronomo italiano, fondatore della casa editrice Porthos Edizioni e dell'Associazione Porthos racconta.

## Biografia
Nasce a Friburgo il 31 ottobre 1962. Dal 1978 inizia a gestire con la famiglia un ristorante a Latina. diventa sommelier nel 1981, iniziando poi la professione di divulgatore come relatore nei corsi dell'Associazione italiana sommelier. In questa fase viaggia molto in Italia e all'estero, ospitato come relatore sui vini italiani e come allievo per i vini stranieri. Nel 1986 contribuisce alla nascita dell'associazione "Arcigola"; da questo primo nucleo di appassionati, nel 1989, prende vita Movimento Internazionale Slow Food. Nel 1991 lascia l’Associazione Italiana Sommelier, ma continua a lavorare stabilmente con Slow Food diventando il principale riferimento per la didattica sul vino e su altri temi gastronomici come il caffè, il cioccolato, la birra, i distillati. I suoi corsi di degustazione sono stati organizzati in tutta Italia e frequentati da più di 14.000 persone. Ha insegnato in sedi internazionali come l’Università di Bordeaux e la Scuola di Lingua Italiana del Middlebury College, nel Vermont.
Ha coordinato i laboratori del gusto nelle manifestazioni nazionali e internazionali organizzate da Slow Food, come le Convention su Piemonte, Toscana e Friuli Venezia-Giulia, Milano golosa, Vinitaly, le prime due edizioni del Salone del Gusto di Torino, Cheese, Orvieto con Gusto e due manifestazioni ad Amalfi dedicate ai vini campani. Ha curato le officine del gusto e diversi dei principali convegni della Mostra Nazionale degli Spumanti di Valdobbiadene. Ha inoltre contribuito alle Guide Slow Food del settore, quella Vini d’Italia, edita con Gambero Rosso, quella Vini del Mondo e quella Al Vino Quotidiano e quella Osterie d’Italia. I suoi testi, realizzati con Egidio Fedele Dell’Oste, per primigenia didattica Slow Food sono ancora oggi l’ossatura del manuale Il Piacere del Vino.
Critico e pubblicista enologico, ha collaborato con periodici come Slow Food e SloWine, Gambero Rosso, Sale & Pepe, Tu e Cucina Moderna, Liberal, GQ; con l'Ente Vini dell'Enoteca Italiana di Siena e il Fine Wine Magazine di Londra ed è tra gli autori del n. 2/2005 di Equilibri, la rivista culturale della Fondazione Mattei. Nel 2008 ha collaborato con la fondazione Treccani. Nel 2012 ha scritto per l’edizione italiana di National Geographic e per il trimestrale Revolution.
Alla fine del 1999 lascia la parte editoriale di Slow Food e dà vita a Ponthes, un progetto editoriale e didattico che si occupa di vino e cibo attraverso una profonda disciplina culturale. Le sue principali espressioni sono:
- la casa editrice Porthos Edizioni
- la rivista Porthos dedicata all’enogastronomia, che ha compiuto il suo quindicesimo anno di vita ed è giunta al numero trentasei
- "Porthos racconta...", l’attività didattica, di incontri e di eventi che promuove la cultura del vino come storia, mito, empirismo, custodia del territorio e benessere.

Tutta l’attività porthosiana poggia sul valore dell’indipendenza dai poteri forti, sull'educazione alla propria sensorialità e alla soggettività della scelta, al di là di impostazioni e percorsi prestabiliti.

## Vita privata
È padre di due figli.

## Opere
- Il piacere del vino, Slow Food Editore (1993)
- Soave, Morganti Editore (2002);
- Amarone, Morganti Editore (2003);
- Oro Rosso, con Clara Ippolito, Spada Editore (2003);
- Perle di Piacere, con Clara Ippolito, Spada Editore (2004);
- Il matrimonio tra cibo e vino, Porthos Edizioni (2005, 3 ristampe);
- L’Invenzione della gioia, Porthos Edizioni (2011, 2 ristampe e 1 nuova edizione);
- Manteniamoci giovani – Vita e vino di Emidio Pepe, Porthos Edizioni (2014).
- Ha curato, e scritto insieme ad altri, tutti i numeri della rivista Porthos, dal 2000 al 2011, dal n. 1 al n. 36.

### Opere come editore e curatore
- Il vino tra cielo e terra, l’agricoltura biodinamica e il vino di Nicolas Joly, edizione italiana, Porthos Edizioni (2003, 1 edizione riveduta e corretta nel 2004);
- Champagne: il sacrificio di un terroir, Samuel Cogliati, Porthos Edizioni (2008, 1 ristampa e 1 nuova edizione);
- Gli Ignoranti – Vino e Libri, diario di una reciproca educazione, Étienne Davodeau, Porthos Edizioni (2015, 1 ristampa, 2016, nuova edizione).

## Premi e riconoscimenti
- Nel 1981 è secondo miglior sommelier d'Italia nel concorso per aspiranti mentre nel 1984 è il secondo miglior sommelier d'Italia al concorso per professionisti.[senza fonte]
- Nel giugno 2006 ha ricevuto l'Oscar Duemilavini come migliore giornalista italiano nel campo enogastronomico[1].